# Вільям Лайон Маккензі
Вільям Лайон Маккензі (англ. William Lyon Mackenzie; 12 березня 1795, Данді, Велика Британія — 28 серпня 1861, Торонто, Канада) — канадський політичний діяч, публіцист. Один із лідерів повстання у Верхній Канаді 1837—1838 років, президент короткочасної Республіки Канада. Перший мер Торонто.

## Походження
Вільям Лайон Маккензі народився 12 березня 1795 року в місті Данді в Шотландії. Його обидва дідусі належали до клану Маккензі і брали участь у битві при Каллодені на боці Чарльза Едварда Стюарта. Обоє батьків, Деніел Маккензі та Елізабет Чемберз, були ткачами. Деніел був на 17 років молодшим за Елізабет. Пара одружилася 8 травня 1794 року. Батько Вільяма Лайона помер за кілька тижнів після народження сина.

## Ранні роки
Маккензі писав, що виріс у бідності. Вільяма виховувала матір. Завдяки їй він здобув освіту в дусі пресвітеріанства. У віці п'яти років він отримав стипендію в парафіяльній церкві у Данді.
1813 року переїхав до міста Ейліт. Там він мав магазин, який збанкрутів 1815 року після завершення наполеонівських війн. Згодом він переїхав до південної Англії, де витратив більшу частину грошей, граючи в азартні ігри.

## Еміграція до Канади

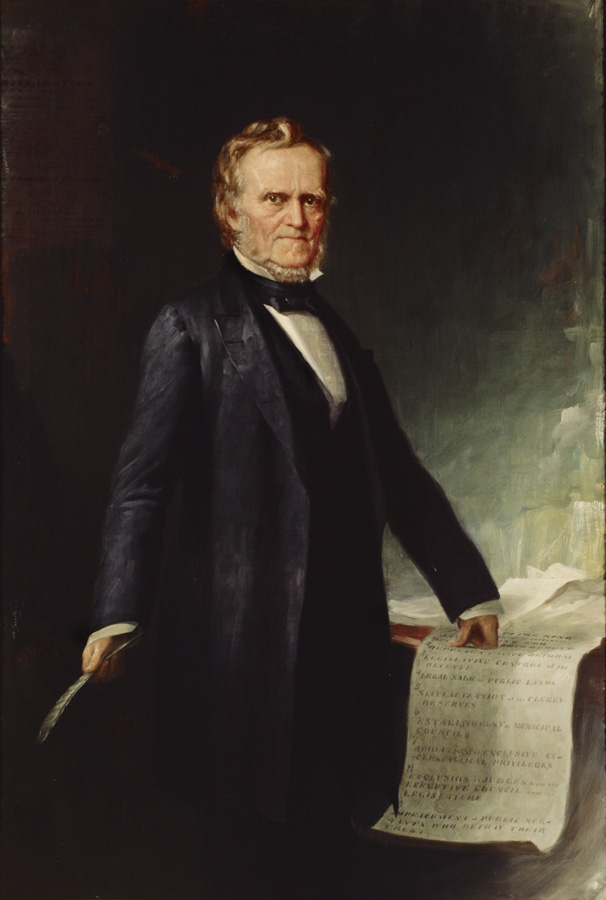
Портрет роботи Джона Вікліфа Лоуса Форстера

1820 року разом із другом Джоном Лесслі емігрував до Канади. Спочатку він працював у Монреалі в Нижній Канаді бухгалтером у власників Лашинського каналу та журналістом газети «The Montreal Herald». Згодом переїхав до міста Йорк у Верхній Канаді. Там родина Лесслі влаштувала його на роботу продався книг та фармацевтики. Під псевдонімом Меркатор він писав статті для йоркської газети «Observer». Згодом у Дандасі родина Лесслі відкрила магазин продажу використовуваних речей, де Маккензі влаштувався працювати менеджером.
1822 року до Канади також переїхали матір та незаконнонароджений син Маккензі. Елізабет, його матір, запросила емігрувати також Ізабель Бакстер, яка в Канаді одружилася із Вільямом 1 липня того ж року.
Співпраця Маккензі з Лесслі закінчилася 1823 року, а наступного року він переїхав до Квінстона, де відкрив новий загальний магазин. За кілька місяців він закрив його і створив газету «Colonial Advocate». У своїх статтях він поширював ідеї проведення реформ у Верхній Канаді. У листопаді він знову переїхав до Йорка.
Навесні 1826 року Маккензі написав у газеті статтю під псевдонімом Свіфт, у якій розповідав про управління колонією та особисте життя урядовців, зокрема членів Сімейного союзу, який фактично керував Верхньою Канадою. 8 червня 1826 року на офіс газети напали кілька чоловіків, які знищили друкарський верстат та інші предмети, необхідні для друку. Суд призначив виплатити Маккензі 625 фунтів стерлінгів відшкодування збитків, які той використав для погашення боргів та відновлення друку газети.

## Політична діяльність
Маккензі був обраний представником Йорка на виборах до Парламенту Верхньої Канади у грудні 1827 року та 1830 році. Будучи депутатом, він намагався протистояти урядові провінції й запроваджувати реформи. Також він їздив до Квебека, де встановлював зв'язки з лідерами реформ у Нижній Канаді. У власній газеті «Colonial Advocate» він критикував діяльність Законодавчих зборів.
Через значну популярність Маккензі серед виборців його противники, зокрема верхньоканадські торі, намагалися завдати йому шкоди. На нього організовували кілька замахів, його виключили із Парламенту. 1832 року він поїхав до Лондона, де зустрівся з Фредеріком Джоном Робінсоном, колишнім британським прем'єр-міністром і державним секретарем у справах колоній на той час, якому розповів про ситуацію у Верхній Канаді та подав скарги, зібрані ним у колонії. Робінсон надав лейтенанту-губернатору колонії Джону Колборну вказівки щодо покращення ставлення населення до Законодавчих зборів.
У листопаді 1832 року Маккензі переобрали до парламенту, проте вже в листопаді 1833 року його знову виключили.
У 1834 році місто Йорк перейменували на Торонто. Тоді Маккензі балотувався на посаду олдермена в міській раді, а згодом був обраний мером Торонто.

## Повстання 1837—1838 років

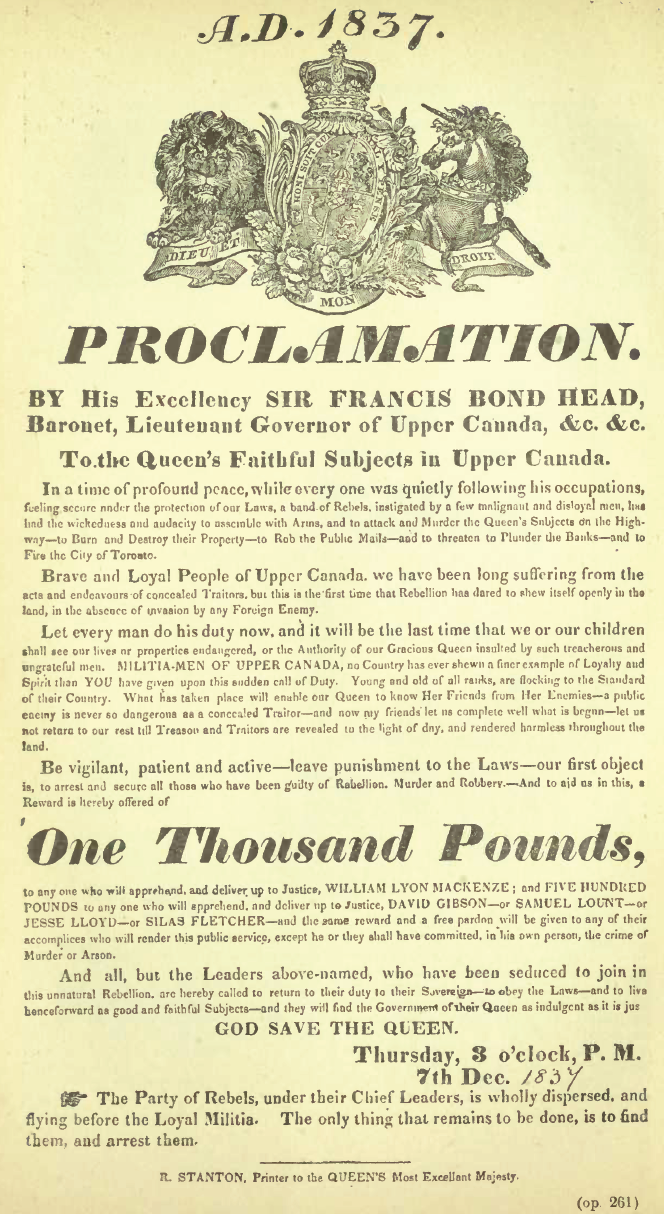
Оголошення про нагороду в 1000 фунтів стерлінгів за голову Маккензі

Вільям Лайон Маккензі був одним із лідерів повстання 1837—1838 років у Верхній Канаді. Тоді ж подібне повстання спалахнуло і в Нижній Канаді. Під натиском британських сил повстанцям довелося відступити. У грудні 1837 року Маккензі проголосив на невеликому лісистому острові Нейві-Айленд поблизу Ніагарського водоспаду незалежну від Британії Республіку Канада. Проте вже 13 січня 1838 року йому довелося відступити із острова й утекти до Сполучених Штатів. Згодом Маккензі планував вторгнення у Канаду з території США, з міста Баффало, відоме як Патріотична війна, проте цей план зазнав невдачі.

## У Сполучених Штатах
Разом із сім'єю на початку 1838 року Маккензі переїхав до Нью-Йорка, де видавав власну газету «Mackenzie's Gazette», у якій писав спершу про канадську, а згодом — про американську політику. Восени того ж року перестав видавати газету, переїхав до Рочестера, де намагався відновити сили канадських патріотів. Там 25 лютого 1839 року він відновив свою газету.
19 червня 1839 року у США розпочався судовий розгляд проти Маккензі. Його звинувачували у вербуванні солдатів та організації нападу на Канаду зі США, а відтак — у порушенні нейтралітету між Великою Британією та США. Сам Маккензі заявляв, що країни перебувають у стані війни, оскільки американці підпалили один британський корабель, коли той був у водах США, що спричинило початок справи «Caroline». 21 червня Маккензі був ув'язнений. Для ув'язнення він обрав Рочестер. Там в ув'язненні він видав «The Caroline Almanack». За сприяння демократів президент США Мартін ван Бюрен помилував Маккензі 10 травня 1840 року.
У червні 1842 року Маккензі повернувся до Нью-Йорка, а у квітні 1843 року став громадянином США. У 1844—1845 роках працював інспектором нью-йоркської митниці та писарем архіву митниці. Потім працював у газеті «New York Tribune» до квітня 1848 року.

## Повернення до Канади

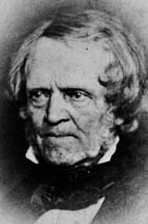
Фотографія 1850-х років

Після придушення повстань 1837—1838 років у Канаді до колоній запросили лорда Дарема, який рекомендував об'єднати провінції в єдину колонію та запровадити відповідальний уряд.
У 1848—1849 роках у Європі відбулися масштабні революції. В Ірландії почався рух за незалежність. Для підвищення лояльності Канади було прийнято рішення про амністію. Таким чином, Маккензі отримав змогу повернутися в Канаду, що й зробив у 1850 році.
У 1851—1858 роках був членом Законодавчих зборів Канади.
Здоров'я Маккензі погіршилося в 1861 році. Він відмовився приймати ліки, а в серпні впав у кому. 28 серпня він помер. Похований у некрополі Торонто.

## Особисте життя

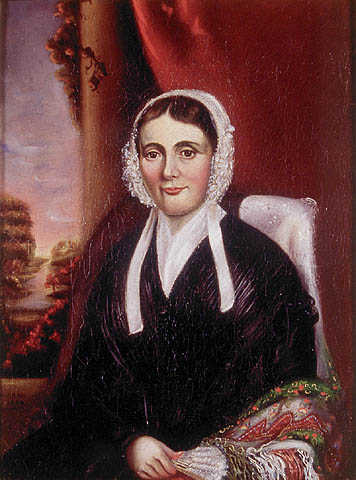
Ізабель Бакстер, дружина Маккензі

У місті Ейліт Вільям мав сексуальні стосунки із Ізабель Рейд, яка 17 липня 1814 року народила позашлюбного сина Джеймса.
1 липня 1822 року одружився в Монреалі з Ізабель Бакстер, яка емігрувала разом із матір'ю Вільяма. У подружжя народилося 13 дітей.
Онук Маккензі, Вільям Лайон Маккензі Кінг, був прем'єр-міністром Канади тричі з 1921 по 1948 рік.

## Вшанування пам'яті
Перед будівлею Законодавчих зборів Онтаріо в Торонто стоїть бюст Маккензі роботи Вальтера Сеймура Оллворда.

На честь Маккензі названо судно пожжеників Торонто «William Lyon Mackenzie».

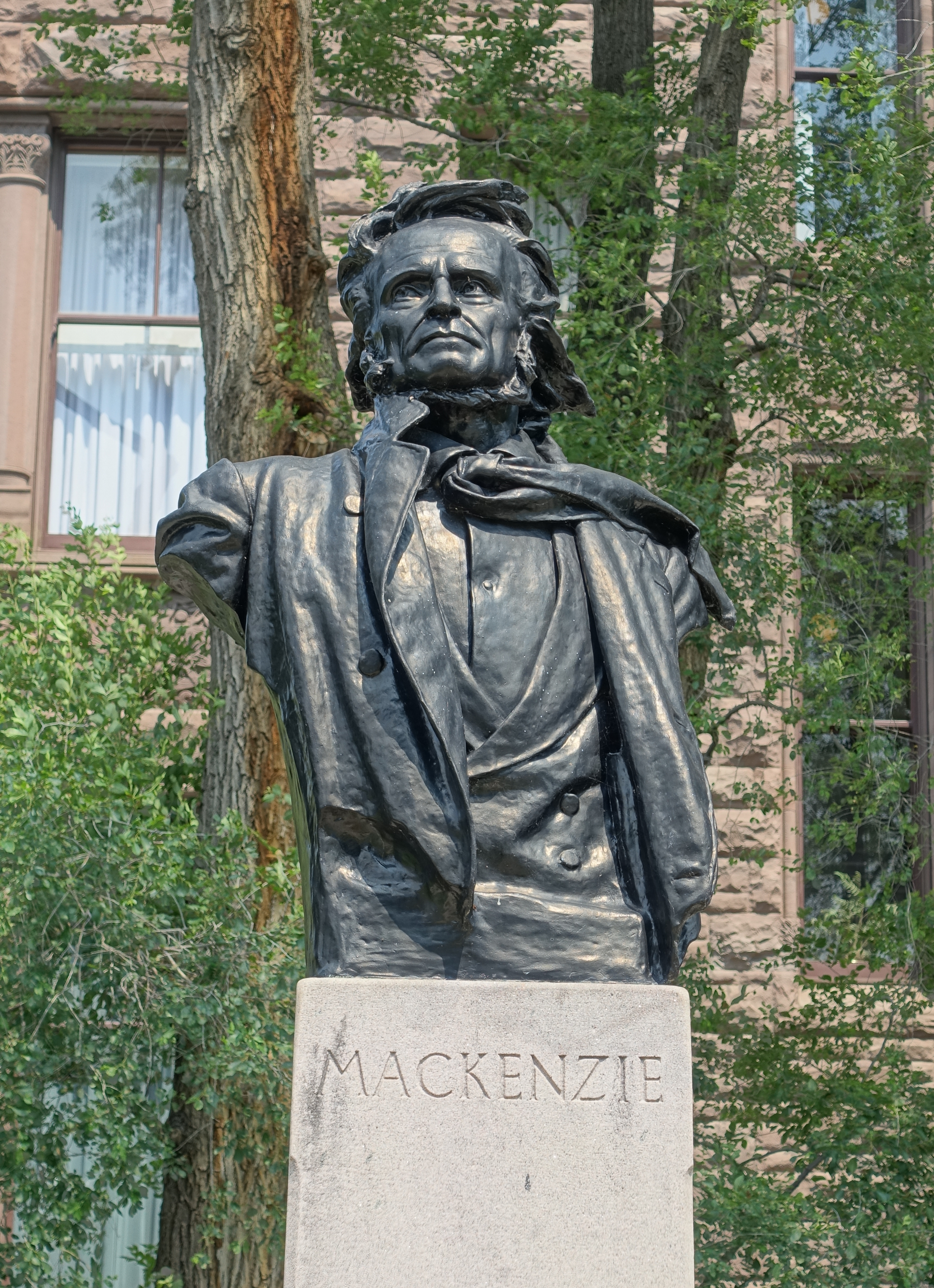
Бюст Маккензі в Торонто
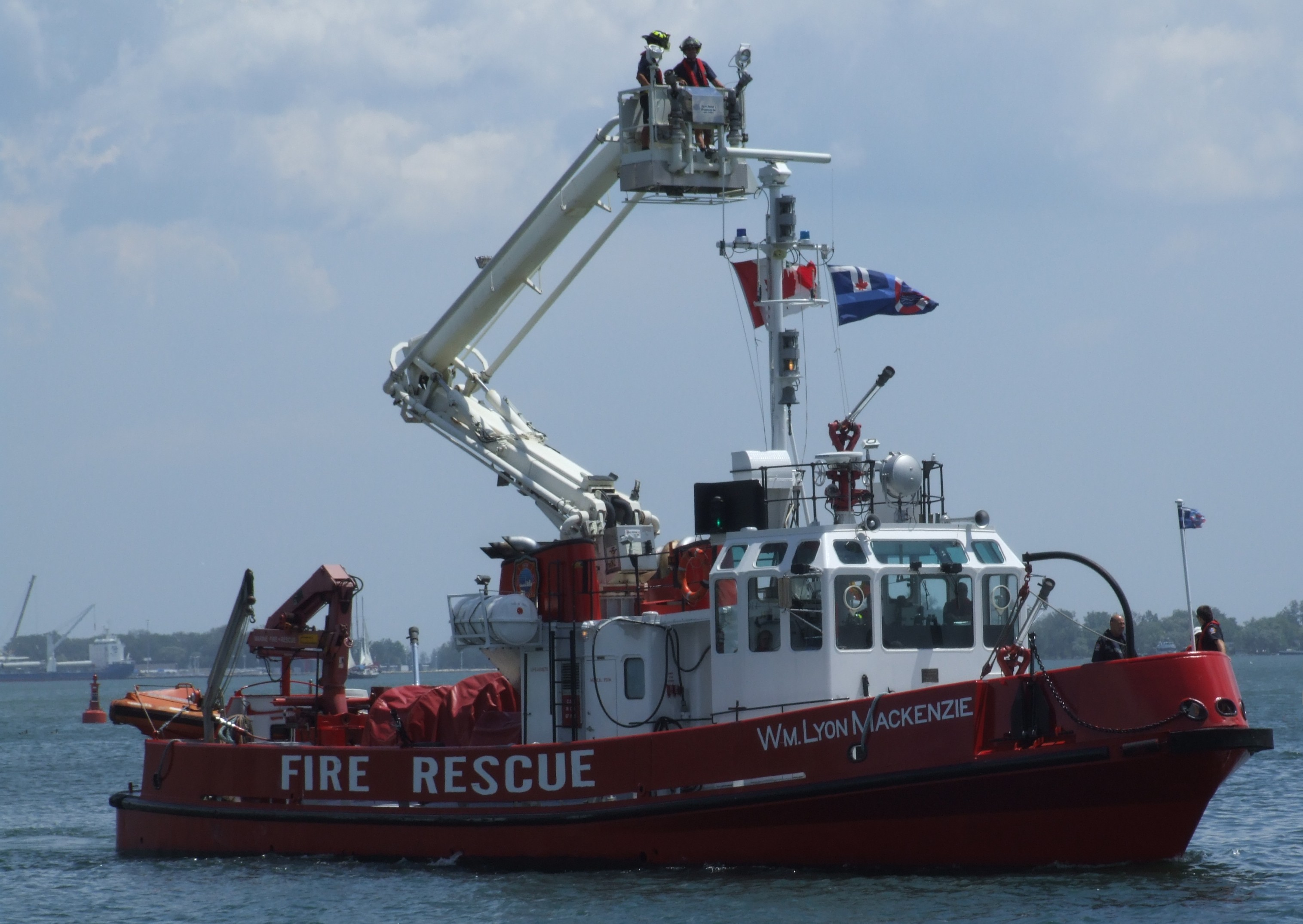
Судно пожжеників Торонто "William Lyon Mackenzie"